# David Baltimore
David Baltimore (n. 7 martie 1938, New York City, New York, SUA) este un biolog molecular și virusolog de origine americană, care în 1975 a primit Premiul Nobel pentru medicină și fiziologie împreună cu Renato Dulbecco și Howard Martin Temin. 

## Viața
David Baltimore s-a născut în orașul New York la 7 martie 1938. A terminat Colegiul Medical din Swartmore în 1960. S-a înscris la doctorantură la Institutul Rockefelller, primind titlul de doctor habilitat în științe medicale în 1964. În anul următor începe să lucreze pentru Massachusetts Institute of Technology.
În 1975 a primit Premiul Nobel. Baltimore este fondatorul Institutului Whitehead în 1973. 